# Johann Gropp

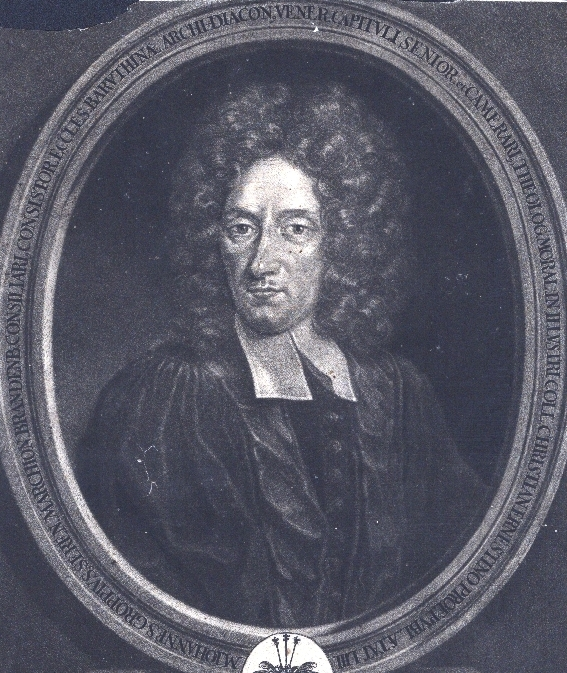
Johann Gropp

Johann Gropp (auch Johannes Groppius) (* 1655 in Wunsiedel; † 1709) war ein deutscher evangelisch-lutherischer Theologe.
Gropp, der aus einer alten Wunsiedeler Familie stammte, hatte einen Magisterabschluss, war Professor für Moraltheologie am markgräflichen Bayreuther Gymnasium illustre Collegium Christian-Ernestinum, zudem Konsistorialrat und Archidiakon.
Erwähnt wird er u. a. bei Johann Georg Pertsch und Johann Andreas Schmidt/Johann Christoph Olearius. Von ihm ist auch ein Brustbild in Kupfer bekannt.

## Schriften
- M. Johannes Groppius, In Illustri Christian-Ernestino Collegio Eloquentiae, Et Poeseos Professor Publicus. Dominorum collegarum, Et Suo Nomine Lectori Benevolo, Et Ad Luctum Composito Salutem Plurimam Dicit. Literis Gebhardianis, Bayreuth 1689 (Online).
- M. Johannes Groppius, Hactenus Pastor In Agro Thüsbronnensi, Iam In Illustri Collegio Christian-Ernestino Latinae Linguae, Et Poeseos Professor Publicus, Candido Lectori Salutem! Literis Gebhardianis, Bayreuth 1689 (Online).
- De Augustissimorum heroum Brandenburgicor. divinis virtutibus orat. 1692.
- M. Johannes Groppius, Ecclesiae Baruthinae Diaconus, Ac In Illustri Christian-Ernestino Collegio Eloquentiae Ac Poeseos Professor Publicus, Lectori Candido, Et Commiseranti Nostram Vicem, Dominorum Collegarum, Suoque Nomine, Salutem Et Solatium! Literis Amelungianis, 1692.
- Dankrede auf J. H. Hagen. 1693.
- Natalem LVII. serenissimi principis ac domini, domini Christiani Ernesti, Marggrafii Brandenburgensis ... publica oratione ... celebrandum ... intimat eoque nomine invitat M. Johannes Groppius. Amelung, Altdorf 1700 (Online).
- Leichenpredigt auf Johann Leonhard Schöpff (1628–1701). 1701.